# 羅森德爾巴赫河

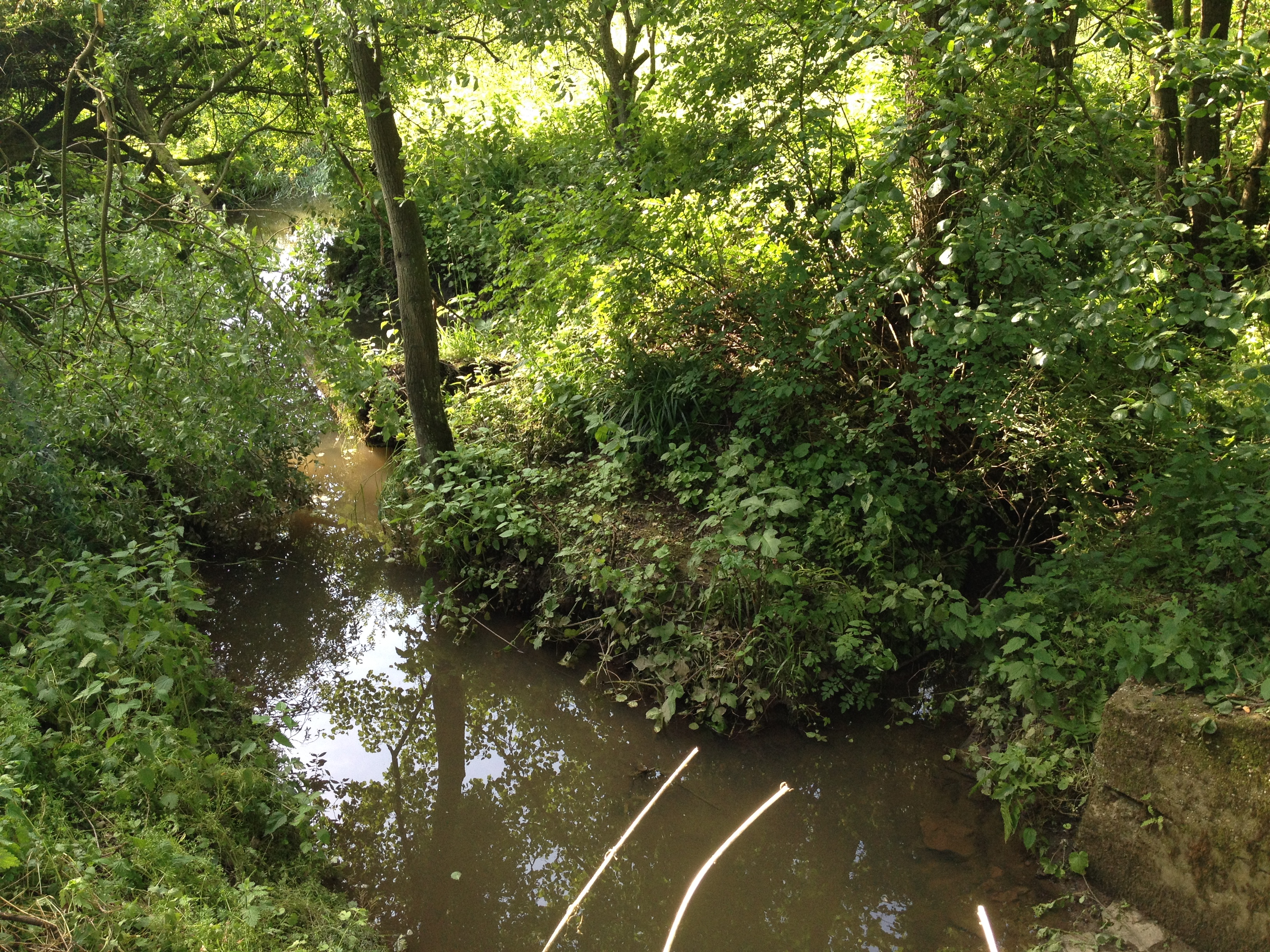

51°26′56″N 6°57′04″E / 51.44888°N 6.95116°E
羅森德爾巴赫河（德語：Rosendeller Bach），是德國的河流，位於該國西部，處於北萊茵-威斯特法倫州，屬於博爾貝克米倫巴赫河的左支流，河道全長2.2公里，流域面積4.6平方公里。